# Jussie Smollett
Pour les articles homonymes, voir Smollett.
Jussie Smollett est un acteur et chanteur américain, né le 21 juin 1982. Il est principalement connu pour son rôle de Jamal Lyon dans la série Empire.
Il est également connu pour une agression « raciste » et « homophobe » dont il aurait été victime, agression qui déclenche une vague de soutiens et qui connaît un large écho médiatique avant qu'il ne soit accusé de l'avoir organisée. Il est finalement condamné en mars 2022 à cinq mois de prison pour cette mise en scène et pour avoir menti lors de ses dépositions.
En 2021, il dévoile le récit B-Boy Blues (2021), suivi de The Lost Holliday (2024), ayant pour vedette Vivica A. Fox.

## Biographie

### Origines et famille
Jussie Langston Mikha Smollett est né à Santa Rosa, en Californie, le 21 juin 1982. Son père, Joel, est juif descendant d'immigrés russes et polonais, et sa mère, Janet, est une afro-américaine. Il a cinq frères et sœurs : Jake, Jazz, Jocqui, Jojo et Jurnee.

### Carrière
Dès les années 1990, il commence à jouer dans des séries et au cinéma, avec des apparitions dans les films Les Petits Champions (1992) et L'Irrésistible North (1994). Il participe notamment avec l'ensemble de ses frères et sœurs à la série On Our Own d'ABC.
En 2012, il sort son premier EP, The Poisoned Hearts Club.
Depuis 2015, Jussie Smollett joue le rôle de Jamal Lyon (en), le fils gay du dirigeant d'une maison de disque hip-hop, dans la série Empire. Il est considéré comme l'une des révélations de la série ainsi que de sa bande-son, dont il a co-écrit plusieurs titres parmi lesquels I Wanna Love You et You're So Beautiful. Tout comme la série, l'album de la saison 1 connait un grand succès aux États-Unis, où il atteint la première place du Billboard 200.
À côté de l'écriture de titres pour la série Empire, il travaille en 2015 sur des morceaux personnels pour un premier album, ayant signé un contrat chez Columbia Records.
En octobre 2015, il sort le titre et le clip de No Doubt About It avec le rappeur cubano-américain Pitbull : son album solo sortira pendant l'été 2016.
Le 12 mai 2016, il annonce sur Twitter qu'il quitte la série Empire pour se consacrer à son album et à de nouveaux films. Il annonce plus tard, le 18 mai 2016, que c'était une blague et qu'il serait bien présent dans la saison 3 d'Empire. Cette annonce est faite via son Instagram.
En 2021, il réalise le récit dramatique LGBT B-Boy Blues, qui obtient de bonnes critiques.
En 2024, il dévoile son film The Lost Holliday, ayant pour vedette Vivica A. Fox, qui sort le 14 Juin.

### Vie privée
Jussie révèle son homosexualité durant une interview menée par Ellen DeGeneres en mars 2015,.

## Prises de position
Jussie Smollett a été décrit comme la « voix anti-Trump » en raison de ses nombreuses prises de position contre le président américain Donald Trump. Lors d'une interview en 2017, il déclare à propos du gouvernement de Trump :
« Ce dont nous avons le plus besoin, dans le contexte politique qui est désormais le nôtre, c’est de vérité. Il faut, par tous les moyens, s’opposer aux mensonges répandus par le pouvoir actuel. »

## Controverses

### 2007: délit mineur
Selon le bureau du procureur de la ville de Los Angeles, Smollett a reconnu avoir fourni de faux renseignements aux forces de l'ordre dans une affaire de délit de conduite en état d'ivresse en 2007 à la suite d'une arrestation au cours de laquelle Smollett avait donné un faux nom aux policiers. Smollett a également reconnu avoir conduit avec une alcoolémie non autorisée et sans permis de conduire valable. Il a été condamné à une amende et deux ans de probation.

### 2019: fausse agression à Chicago
Le 29 janvier 2019, il déclare à la police avoir été victime d'une agression homophobe et raciste dans les rues de Chicago au cours de laquelle une corde aurait été placée autour de son cou. La nouvelle est relayée par les médias dans le monde entier et provoque un « torrent d'indignations et de condamnations »,. Le président Trump déclare : « Je pense que c'est horrible ». Le 13 février, la police de Chicago perquisitionne le domicile de deux suspects, deux frères qui avaient fait office de figurants sur Empire ; ils sont placés en garde à vue pour coups et blessures mais pas inculpés, et libérés le 15 février sans être accusés de crime,, le porte-parole du Chicago Police déclarant que leur remise en liberté était « due aux nouveaux témoignages recueillis » pendant les interrogatoires. Le 17 février, CNN annonce que la police pense que l'acteur a orchestré l'attaque et payé les deux hommes interrogés la veille pour l'attaquer. La saison 5 de la série Empire est modifiée pour réduire son rôle,. Le 21 février 2019, il se rend à la police de Chicago; il est arrêté et inculpé pour fausse déclaration à la police,,, qui émet l'hypothèse que Smollett a monté l'attaque comme un coup publicitaire visant à promouvoir sa carrière,. L'acteur est libéré sous caution. Le 26 mars 2019, le procureur abandonne les poursuites moyennant l'abandon de la caution. La décision est largement critiquée, et en février 2020, Jussie Smollett est inculpé à Chicago par le procureur spécial Dan Webb sur la base des « fausses déclarations » qu'il aurait faites à la police. Par ailleurs, en avril 2019, la ville de Chicago intente une poursuite contre Smollett pour le coût des heures supplémentaires liées à l'enquête, soit 130 105,15 $,. Smollett est écarté de la saison 6 d'Empire, une source proche de la production déclarant qu'« il y a encore trop d’inconnues sur ce qui s’est réellement passé. »
En mars 2022, il est condamné à cinq mois de prison pour avoir mis en scène sa propre agression et pour avoir menti plusieurs fois à la police dans ses dépositions. Le comédien passera ensuite trente mois en liberté surveillée.
À la suite du verdict, le Californien de 39 ans avait fait appel auprès de la Cour de l’Illinois. Cette dernière a décidé le 16 mars 2022, d’accepter cette requête et de le libérer sous certaines conditions. Smollett devra tout de même s’acquitter d’une somme de 150 000 dollars, correspondant aux frais de justice, associée à une liberté conditionnelle de 30 mois.
En novembre 2024, sa condamnation est annulée en raison d'un vice de procédure. La Cour a jugé que l’acteur, condamné en mars 2022 à Chicago, n’aurait pas dû être inculpé une seconde fois, au nom d’un précédent accord mutuel d’abandon des poursuites.

## Filmographie

### Cinéma
- 1991 : A Little Piece of Heaven (en) : Salem Bordeaux
- 1992 : Les Petits Champions : Terry Hall
- 1994 : L'Irrésistible North : Adam
- 2009 : Pitch This (court métrage) : Mike
- 2012 : The Skinny (en) : Magnus
- 2014 : Born to Race: Fast Track (en) : Tariq
- 2014 : Ask Me Anything (en) : Nico Dempster
- 2017 : Alien: Covenant de Ridley Scott : Ricks
- 2024 : The Lost Holliday : Jason Holliday

### Séries télévisées
- 1993 : Queen (mini-série) : Simon
- 1993 : Coach : Billy (saison 6, épisode 7)
- 1993-1994 : Cro : Mike (voix, 20 épisodes)
- 1994-1995 : Seuls au monde : Jesse Jerrico (20 épisodes)
- 2012 : The Mindy Project : Barry Stassen (saison 1, épisode 9)
- 2014 : Revenge : Jamie (saison 4, épisode 3)
- 2015-2019 : Empire : Jamal Lyon
- 2016 : Underground : Josey
- 2016 : Live! with Kelly : lui-même
- 2017 : Star : Jamal Lyon (saison 2, épisode 1)

### Clips
- 2015 : Infinity de Mariah Carey

## Discographie

### Singles

#### En solo
- 2015 : Good Enough
- 2015 : Tell The Truth
- 2015 : Up All Night
- 2015 : Keep Your Money
- 2015 : I Wanna Love You
- 2015 : All The Above
- 2015 : Lola
- 2015 : So What?
- 2015 : Come Away With Me
- 2015 : In The Jungle
- 2016 : Born To Love You
- 2016 : Never Love Again
- 2016 : You Broke Love
- 2016 : Heavy
- 2016 : Ready To Go
- 2016 : Freedom
- 2016 : Like My Daddy
- 2016 : Good Enough (remix)
- 2016 : Hemingway
- 2017 : Need Freedom
- 2017 : Mama
- 2017 : Cold Cold Man
- 2017 : Born To Win
- 2017 : F.U.W.
- 2018 : Freedom

#### En featuring
- 2015 : Conqueror (featuring Estelle)
- 2015 : Nothing To Lose (featuring Terrence Howard)
- 2015 : No Apologies (featuring Yazz)
- 2015 : Ain't About the Money (featuring Yazz)
- 2015 : No Doubt About It (featuring Pitbull)
- 2015 : Powerful (featuring Alicia Keys)
- 2016 : Shine On Me (featuring Bre-Z)
- 2016 : Lost In A Crowd (featuring Fantastic Negrito)
- 2016 : My Own Thang (featuring Bre-Z)
- 2016 : Chasing the Sky (featuring Terrence Howard & Yazz)
- 2016 : Good People (featuring Yazz)
- 2017 : Infamous (featuring Mariah Carey)
- 2017 : Simple Song (featuring Rumer Willis)
- 2017 : Feels So Good (featuring Rumer Willis)
- 2017 : Dangerous (featuring Estelle)

## Distinctions
| Année | Prix               | Catégorie                                                       | Nomination           | Résultat   |
| ----- | ------------------ | --------------------------------------------------------------- | -------------------- | ---------- |
| 1993  | Young Artist Award | Outstanding Young Ensemble Cast in a Motion Picture             | Les Petits Champions | Nomination |
| 2015  | BET Awards         | Meilleur acteur                                                 | Empire               | Nomination |
| 2015  | Teen Choice Awards | Meilleur acteur dans une série dramatique                       | Empire               | Nomination |
| 2015  | Teen Choice Awards | Meilleure révélation dans une série                             | Empire               | Nomination |
| 2015  | Teen Choice Awards | Meilleure alchimie dans une série avec le casting d'Empire      | Empire               | Nomination |
| 2015  | Teen Choice Awards | Meilleur chanson d'un film ou d'une série (You're So Beautiful) | Empire               | Nomination |
| 2016  | NAACP Image Awards | Meilleur second rôle masculin dans une série dramatique         | Empire               | Nomination |
| 2017  | NAACP Image Awards | Meilleur second rôle masculin dans une série dramatique         | Empire               | Lauréat    |
| 2017  | Teen Choice Awards | Meilleur acteur dans une série dramatique                       | Empire               | Nomination |